# Садыхов, Вагиф Ага-Али оглы
Ваги́ф Ага́-Али́ оглы́ Сады́хов (азерб. Vaqif Aqa-Ali oğlu Sadıqov; 1 апреля 1959) — советский футболист, азербайджанский футбольный тренер.
Окончил Академию физической культуры и спорта Азербайджана.

## Карьера

### Клубная
Карьеру игрока начал в 1977 в клубе «Араз» (Нахичевань). С 1979 по 1987 год Садыхов выступал за бакинский «Нефтчи». В 1988 году некоторое провел в кишиневском «Нистру». Вторую половину 1988 провел в клубах 2-й лиги — «Гёязань» и «Хазар» из Сумгаита.
В 1989 провел 23 игры за «Нефтчи» в 1-й лиге, после чего снова играл в Сумгаите.
В 1993 году переходит в «Ниджат» (Маштаги), где выступает в качестве играющего тренера.
За свою карьеру выступал на позиции атакующего полузащитника и/или нападающего. Известен как автор так называемого «азербайджанского углового»: при этом розыгрыше мяч подавался низом и пропускался несколькими игроками, а подбегавший футболист наносил удар по воротам.

### Тренерская
В 1993—1995 возглавлял «Нефтчи». Вместе с командой в сезоне 1994/95 стал обладателем Кубка и Суперкубка Азербайджана. Кроме того, Садыхов первый главный тренер «Нефтчи», который вывел клуб в еврокубки.
С сезона 1995/96 возглавил клуб 1-й лиги «Фарид», с которым поднял в высший дивизион.
В 1994—1995 Садыхов также возглавлял олимпийскую сборную Азербайджана (U-21). В 1996 году он встал у руля юношеской команды Азербайджана U-18. В следующем году становится главным тренером национальной сборной Азербайджана, в которой проработал до 1999 года. Работая с первой командой страны, он параллельно курировал все остальные сборные Азербайджана.
В 1999 работал тренером-селекционером в махачкалинском «Анжи». В 2000 году он переходит в «АНС-Пивани», а в 2001 году заключает контракт с командой «Шафа». В качестве наставника «Шафы», в начале 2002 года назначен главным тренером основной сборной Азербайджана. С командой проработал год.
В июле-октябре 2003 работал с иранским клубом 1-й лиги «Машинсази», откуда ушёл по семейным обстоятельствам.
В 2004 назначен главным тренером олимпийской сборной Азербайджана (U-21).
В 2005 снова работал главным тренером национальной сборной Азербайджана.
В 2005—2008 занимал пост вице-президента клуба «Гянджларбирлийи».
В 2009 работал помощником Берти Фогтса в национальной сборной Азербайджана.
В 2009—2010 — главный тренер «Нефтчи». Уволен в феврале 2010 года после поражения в последнем туре предварительного этапа бакинскому «Интеру» со счётом 0:1.
В начале 2011, по приглашению Гаджи Гаджиева, вошёл в тренерский штаб российского клуба «Анжи». Во время дисквалификации тренера выводил команду на игры Премьер-лиги России по футболу. В начале 2012 контракт с Садыховым был расторгнут.
С апреля 2012 возглавляет азербайджанский клуб АЗАЛ.